# Pseudocercospora egenula
Pseudocercospora egenula är en svampart som först beskrevs av Hans Sydow, och fick sitt nu gällande namn av U. Braun & Crous 2003. Pseudocercospora egenula ingår i släktet Pseudocercospora och familjen Mycosphaerellaceae.   Inga underarter finns listade i Catalogue of Life.